# 1.er Batallón de Instrucción de la Fuerza Aérea (OB)
El 1.er Batallón de Instrucción de la Fuerza Aérea (OB) (1. Ausbildungs-Bataillon (OB) der Luftwaffe) fue una unidad de la Luftwaffe durante la Segunda Guerra Mundial.

## Historia
Fue formado en enero de 1945 (?) en Oschatz (Escuela de Combate Aéreo 2). Se ordenó su disolución el 5 de marzo de 1945, pero en lugar de ello se utilizó para formar el 4.º Regimiento de Instrucción de la Fuerza Aérea (I.-IV Batallones) con 2.840 hombres el 4 de noviembre de 1945, en Metzdorf (Berlín).